# Niels Fleuren
Niels Fleuren (Boxmeer, Holanda, 1 de noviembre de 1986) es un futbolista neerlandés. Juega de defensor.

## Clubes
| Club      | País    | Año       |
| --------- | ------- | --------- |
| VVV-Venlo | Holanda | 2003-2016 |